# ノーマン・ヴィンセント・ピール
ノーマン・ヴィンセント・ピール（Norman Vincent Peale、1898年5月31日 – 1993年12月24日）は、アメリカ合衆国の牧師兼著作家。特にベストセラーの本『積極的考え方の力』を通じて、積極思考の概念を普及させたことで最もよく知られている。

## 経歴
1898年、オハイオ州に生まれる。オハイオ・ウェスリアン大学及びボストン大学神学部を卒業。その後シラキュース大学神学博士号を取得。
1932年、ニューヨーク市にあるマーブル共同協会の牧師に就任。1984年まで務めた。
1952年、著書『積極的考え方の力』を上梓。世界中で500万部を売り上げた。ピールの思想は、精神科の専門家、教会の神学者や指導者から批判を受けた。
1984年3月26日、ロナルド・レーガン大統領は、神学の分野への貢献を表して、ピールに大統領自由勲章を授与した。 
1993年、脳卒中で亡くなる。
1930年代後半からは政治団体に所属し、国政の候補者やそのキャンペーンに関与した。「カトリック教徒の選挙に直面し、我々の文化は危機に瀕している」としてカトリック系のジョン・F・ケネディの大統領選に反対するグループを率い、アドレー・スティーブンソンの大統領選出馬に反対。スティーブンソンは「セントポールは引きつけられるが、セントピールにはぞっとする」と返した。リチャード・ニクソン大統領と個人的な友人であり、ドナルド・トランプは両親からピールの教えを聞いて育ち、イヴァナ・トランプとの最初の結婚ではピールのもとマーブル共同協会で式を行った。

## 著書
- 積極的考え方の力 （相沢勉:訳/ダイヤモンド社/1954）、The Power of Positive Thinking
  - 積極的考え方の力 -日常生活の諸問題を解決するための手引 （相沢勉:訳/ダイヤモンド社/1964）
  - 積極的考え方の力 ポジティブ思考が人生を変える （桑名一央、市村和夫:訳/ダイヤモンド社/2003）
  - 新訳 積極的考え方の力 成功と幸福を手にする17の原則 （月沢李歌子:訳/ダイヤモンド社/2012）
- 確信にみちた生活への手引 （相沢勉:訳/ダイヤモンド社/1956）、A Guide to Confident Living
- 現代人のタフな生き方 （高儀進:訳/恒文社/1963）
- 積極的思考の驚くべき結果 （小野浩三:訳/日本ソノサービスセンター/1967）、The Amazing Results of Positive Thinking
- 悲しみを乗り越えて （加藤恭亮:訳/ダイヤモンド社/1970）
- 熱意が人を変える （常盤新平:訳/ダイヤモンド社/1972）
- できると思えばあなたはできる （上田敏晶:訳/ダイヤモンド社/1975）
- きょうの祈り・瞬間の祈り （亀山和子:訳/聖文舎/1977）
- あなたの人生を変える40のみことば （亀山和子:訳/聖文舎/1978）、40 Powerful Spiritual Phrases That Can Change The Quality of Your Life
  - あなたの人生を変える40のみことば （亀山和子:訳/一粒社/2018）
- 積極的考え方の人生 喜びと情熱があなたを新しくする （森優:訳/ダイヤモンド社/1986）、Treasury of Joy and Enthusiasm
- 人間向上の知恵 （謝世輝:訳/三笠書房/1986）、Dynamic Imaging
  - 人間向上の知恵 自分の人生を積極的に変えてゆく秘訣 （謝世輝:訳/知的生きかた文庫/1989）
- 成功の秘訣  （謝世輝:訳/三笠書房/1987）、Why Some Positive Thinkers Get Powerful Results
  - だれの辞書にも不可能という文字はない 成功哲学 いかにして人生に勝利するか （謝世輝:訳/知的生きかた文庫/1991）
- 人間的経営の力 自己と企業の成長哲学（ケネス・ブランチャード:共著 小林薫:訳/清流出版/1988）、The Power Of Ethical Management
  - 企業倫理の力 逆境の時こそ生きてくるモラル （ケネス・ブランチャード:共著 小林薫:訳/清流出版/2000）
- どうすれば最高の生き方ができるか 自分の人生の「夢・目標」を必ず実現させる知恵 （謝世輝:訳/三笠書房/1990）、Power of the Plus Factor
  - どうすれば最高の生き方ができるか （謝世輝:訳/知的生きかた文庫/1992）
  - 人生が驚くほど逆転する思考法 「人生に勝利する人」はこのように考え、このように行動している （謝世輝:訳/三笠書房/1995）
  - 人生が驚くほど逆転する思考法  （謝世輝:訳/知的生きかた文庫/1999）
- 生きるって素晴らしい 積極的人生の方法 （由布翔子:訳/ダイヤモンド社/1991）、The Power of Positive Living
- 積極的に考える 自信と勇気を与える法則 （桑名一央:訳/実務教育出版/1993）、The Power of Positive Thinking for Young People
  - 積極的に考える 自信と勇気が出てくる12の法則 （桑名一央:訳/実務教育出版/2004）
- 積極的考え方のことば 自分を信じ、人を動かす金言567 （渡部昇一:訳/PHP研究所/1996）、My Favorite Quotations
- 楽天の知学 こころは奇跡に満ちている （田中孝顕:訳/きこ書房/1997）